# Aegialites subopacus
Aegialites subopacus là một loài bọ cánh cứng trong họ Salpingidae. Loài này được Van Dyke miêu tả khoa học năm 1918.